# Lago della Montagna Spaccata
Il lago della Montagna Spaccata è un piccolo lago artificiale ai confini meridionali dell'Abruzzo. È situato interamente in provincia dell'Aquila, nel territorio del comune di Alfedena, in località Montagna Spaccata, ad un'altitudine di 1.066 m s.l.m.
È stato creato nel secondo dopoguerra arrestando con tre dighe le acque del Rio Torto, che sgorgano da una sorgente a circa 3 km di distanza, alla base dei Monti della Meta; parte delle acque viene così convogliata nel sistema del Volturno, per la produzione di energia idroelettrica.

## Turismo
Lungo le rive del lago, che è situato in una magnifica conca fra alcuni dei monti più belli d'Abruzzo, al limite del Parco nazionale d'Abruzzo, Lazio e Molise, tra i Monti della Meta e le Mainarde, il massiccio di Monte Greco e i rilievi boscosi del Molise settentrionale, sono sorte nel corso degli anni piccole strutture turistiche e di ristoro, attive principalmente nel periodo estivo.
Il perimetro del lago è spesso frequentato da ciclisti, escursionisti (alcuni dei sentieri d'ascesa al gruppo dei Monti della Meta hanno inizio da qui) e pescatori sportivi (attratti dalla presenza del persico reale, la cui pesca, come quella delle altre specie frequentanti il bacino, è comunque soggetta a stretta regolamentazione).